# Claude-Thomas Dupuy
Claude-Thomas Dupuy (Parigi, 10 dicembre 1678 – Rennes, 15 settembre 1738) è stato un avvocato e funzionario francese.
Figlio unico di Claude Dupuy e di Elisabeth Aubry, Claude-Thomas studiò, dal 1688 al 1696, al Collegio di Beauvais e ottenne, nel 1699 la licenza di avvocato. Entrò poco dopo come avvocato del parlamento. I suoi genitori, nel 1701 acquisirono per suo conto la carica di Consigliere del re. Nel 1708 divenne avvocato generale al Gran Consiglio. Nel 1720 acquisì la carica di Maitre de Requêtes, però nel 1722 rassegnò le dimissioni dalla carica, diventando tuttavia membro onorario.
Il 6 giugno 1724 si sposò con Marie-Madeleine Lefouyn, però la coppia non ebbe figli. Nel biennio 28 fu nominato Intendente della Nuova Francia.
Dupuy tornò in Francia nel 1728. Successivamente il re gli concesse una pensione.